# Ulug Beg
Mīrzā Muhammad Tarāghāy bin Shāhrukh (în persană میرزا محمد طارق بن شاهرخ), mai cunoscut sub numele de Ulug Beg (n. 22 martie 1394, Soltaniyeh⁠(d), Provincia Zanjan, Iran – d. 27 octombrie 1449, Samarqand, Uzbekistan), a fost un sultan timurid, astronom și matematician.
Ulug Beg s-a remarcat pentru munca sa în matematica relaționată astronomiei, cum ar fi trigonometria și geometria sferică, precum și pentru interesele sale generale în arte și activități intelectuale. Se crede că vorbea cinci limbi: arabă, persană, turcă ciagatai, mongolă și într-o mică măsură chineză. În timpul domniei sale (mai întâi ca guvernator, apoi în calitate de conducător suprem) Imperiul Timurid a atins apogeul cultural al Renașterii timuride prin atenția și patronajul său. Orașul Samarkand a fost capturat și cedat lui Ulug Beg de către tatăl său Șah Rukh.

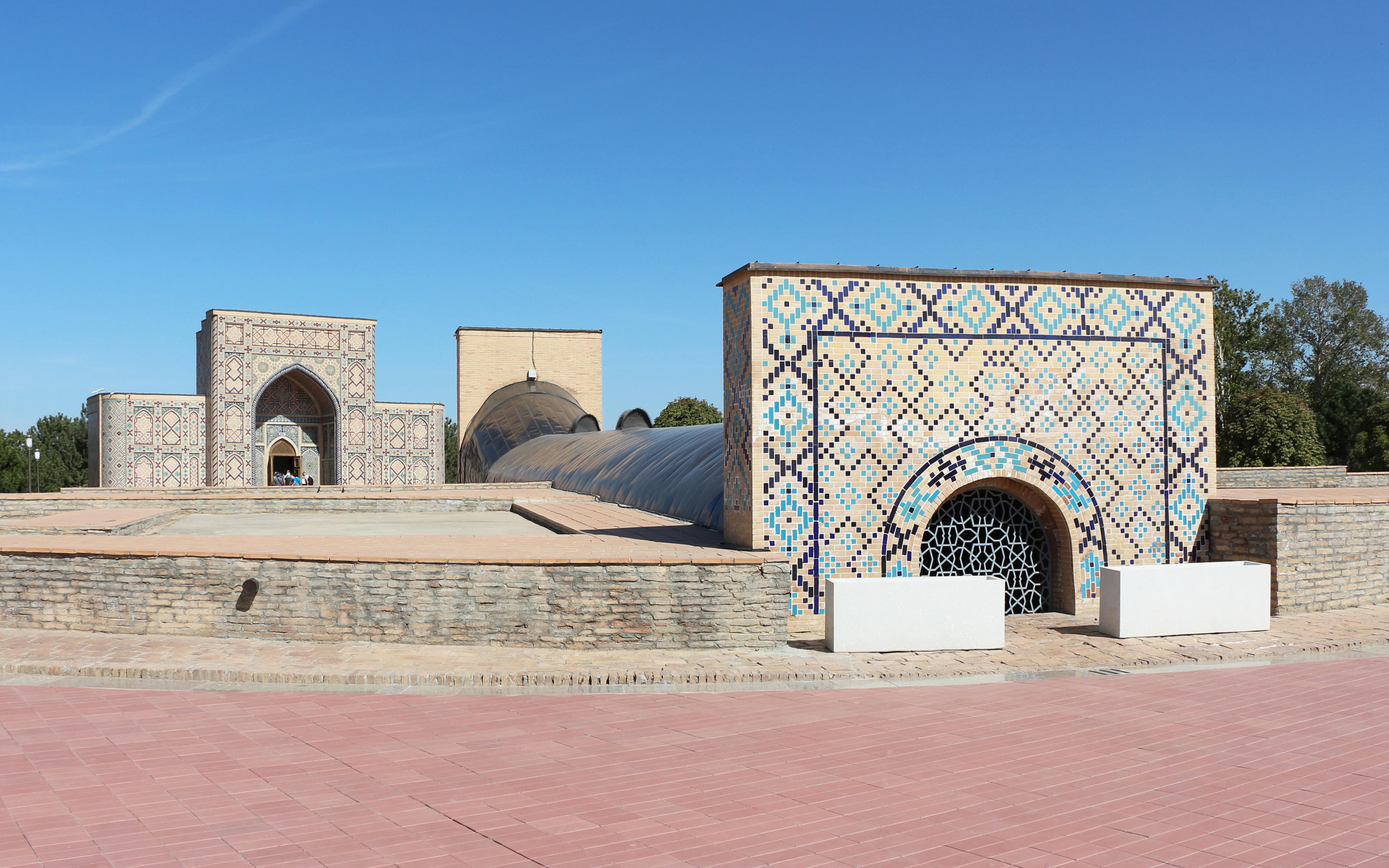
Observatorul Ulug Beg

Acesta a construit marele Observator din Samarkand care îi poartă numele între 1424 și 1429. A fost considerat de savanți ca fiind unul dintre cele mai bune observatoare din lumea islamică la acea vreme și cel mai mare din Asia Centrală. Ulug Beg a fost ulterior recunoscut drept cel mai important astronom de observație (specializat în notarea evenimentelor astronomice) din secolul al XV-lea de mulți savanți. El a construit, de asemenea, Medresa Ulug Beg (un tip de școală islamică, între anii 1417–1420) în Samarkand și Bukhara, transformând orașele în centre culturale de studiu din Asia Centrală.
Cu toate acestea, expertiza științifică a lui Ulug Beg nu a fost egalată în abilitățile sale în guvernare. În timpul scurtei sale domnii, el nu a reușit să-și întărească autoritatea. Drept urmare, alți conducători, inclusiv familia sa, au profitat de lipsa lui de putere, iar ulterior a fost detronat și asasinat.

## Tinerețea
A fost nepotul marelui cuceritor și rege, Timur Lenk (1336–1405), și fiul cel mai mare al lui Șah Rukh, ambii provenind din tribul turcizat Barlas⁠(d) din Transoxiana (azi Uzbekistan). Mama lui era o femeie nobilă pe nume Gawhar Șad, fiica unui membru al aristocrației tribale reprezentative turcice, Ghiyasuddin Tarkhan.
Ulug Beg s-a născut în Sultaniyeh⁠(d) în timpul invaziei Persiei de către bunicul său. I s-a dat numele Mīrzā Muhammad Tāraghay. Ulug Beg, numele după care a fost cunoscut cel mai frecvent, nu era cu adevărat un nume personal, ci mai degrabă o poreclă, care poate fi tradusă în mod liber ca „Marele conducător” (comparat cu turca modernă ulu, „mare” și bey, „șef”) și este echivalentul turcesc al titlului persano-arab al lui Timur Amīr-e Kabīr.
În copilărie, a cutreierat printr-o parte substanțială a Orientului Mijlociu și a Indiei, în timp ce bunicul său și-a extins cuceririle în acele zone. După moartea lui Timur, Șah Rukh a mutat capitala imperiului la Herat (în Afganistanul modern). Ulug Beg, în vârstă de șaisprezece ani, a devenit ulterior guvernatorul fostei capitale a Samarkandului în 1409. În 1411, a fost numit conducătorul suveran al întregului Mavarannahr.

## Științe
Conducătorul adolescent și-a propus să transforme orașul într-un centru intelectual pentru imperiu. Între 1417 și 1420, el a construit o medresă („universitate” sau „institut”) în Piața Registan⁠(d) din Samarkand (în prezent în Uzbekistan) și a invitat numeroși astronomi și matematicieni islamici să studieze acolo. Clădirea medresei încă supraviețuiește. Cel mai faimos elev al lui Ulug Beg în astronomie a fost Ali Qușji (decedat în 1474). Qadi Zada al-Rumi⁠(d) a fost cel mai remarcabil profesor de la medresa lui Ulug Beg, iar Jamșid al-Kashi, un astronom, a venit mai târziu să se alăture personalului.

### Astronomie

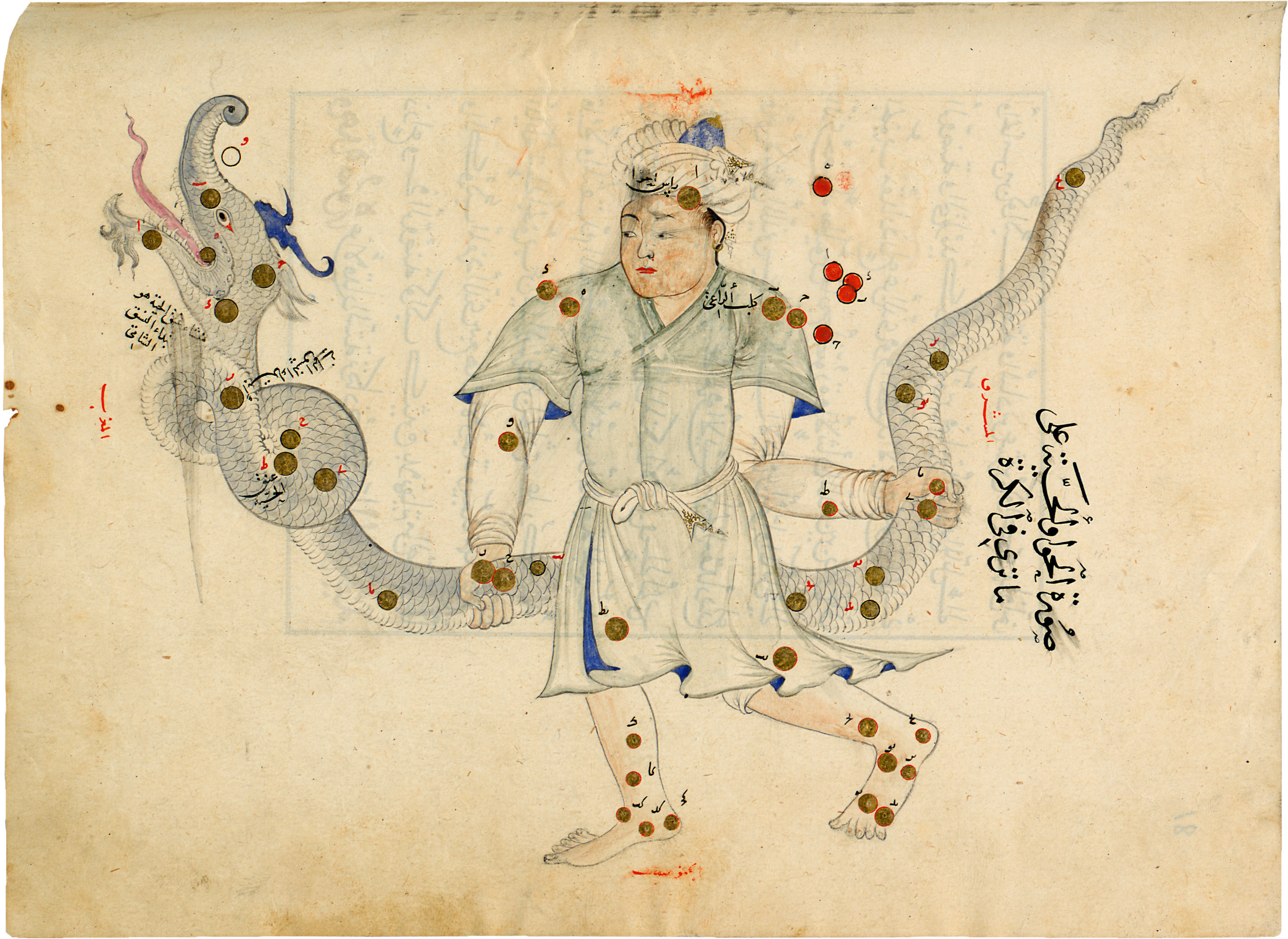
Ofiucus - miniatură din manuscrisul Cărții Stelelor Fixe comisionat de Ulug Beg. Probabil creat în Samarkand, c. 1430-1440. Bibliothèque nationale de France

Astronomia i-a stârnit interesul lui Ulug Beg când a vizitat Observatorul Maragheh la o vârstă fragedă. Acest observator, situat în Maragheh, Iran, este locul unde a practicat astronomia cunoscutul Nasir al-Din al-Tusi.
În 1428, Ulug Beg a construit un observator enorm, similar cu Uraniborg⁠(d)-ul de mai târziu al lui Tycho Brahe, precum și cu observatorul lui Taqi al-Din⁠(d) din Constantinopol. Neavând telescoape cu care să lucreze, el și-a sporit precizia prin creșterea lungimii sextantului; așa-numitul sextant Fakhri avea o rază de aproximativ 36 de metri și separabilitatea optică de 180" (secunde de arc). Sextantul Fakhri a fost cel mai mare instrument de la observatorul din Samarkand. La observator erau multe alte instrumente astronomice, dar sextantul Fakhri este cel mai cunoscut instrument de acolo. Scopul sextantului Fakhri a fost de a măsura altitudinile de tranzit ale stelelor. Aceasta era o măsurătoare a altitudinii maxime a stelelor deasupra orizontului. A fost posibilă utilizarea acestui dispozitiv doar pentru a măsura declinația obiectelor cerești. Doar partea inferioară subterană a instrumentului nu a fost distrusă și e singura porțiune rămasă. Observatorul construit de Ulug Beg a fost cel mai răspândit și mai cunoscut observator din întreaga lume islamică.
Cu instrumentele situate în observatorul din Samarkand, Ulug Beg a compus un catalog de stele format din 1018 stele, adică cu unsprezece stele mai puține decât sunt prezente în catalogul de stele al lui Ptolemeu. Ulug Beg a folosit dimensiunile lui Al-Sufi și și-a bazat catalogul de stele pe o nouă analiză care a fost autonomă față de datele folosite de Ptolemeu. De-a lungul vieții sale de astronom, Ulug Beg a ajuns să-și dea seama că au existat mai multe greșeli în lucrarea și datele ulterioare ale lui Ptolemeu, care au fost folosite de mulți ani.

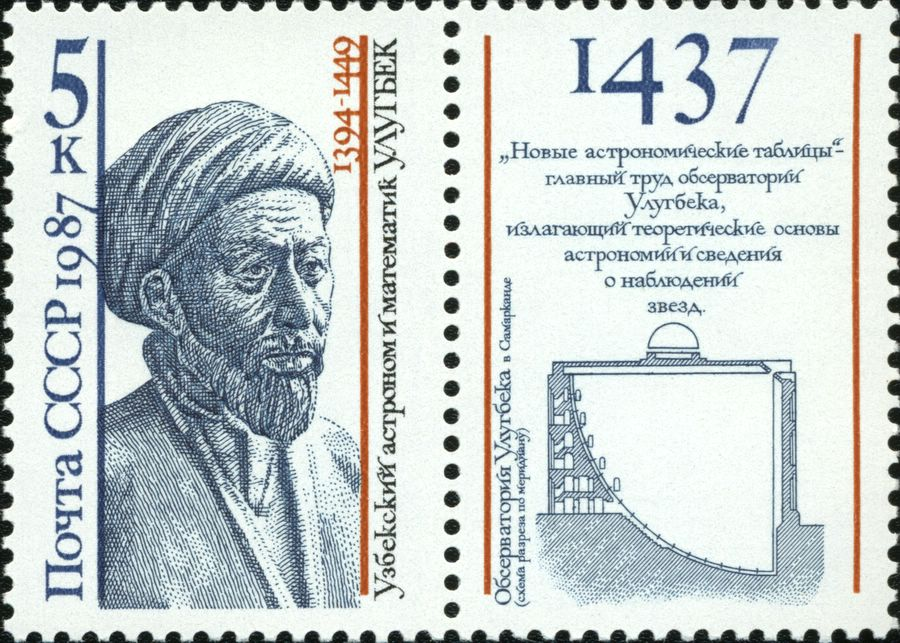
Ulug Beg și schița sa de observator astronomic, descrise pe un timbru URSS din 1987. A fost unul dintre cei mai mari astronomi ai islamului în Evul Mediu. Pe timbru scrie „astronom și matematician uzbec Ulugbek” în rusă.

Folosind-o, el a compilat lucrarea Zij-i-Sultani din 1437 cu 994 stele, considerată în general cel mai mare catalog de stele, alături de cele ale lui Ptolemeu și Tycho Brahe, o lucrare care se află alături de Cartea Stelelor Fixe a lui Abd al-Rahman al-Sufi. Erorile grave pe care le-a găsit în cataloagele anterioare de stele arabe (dintre care multe actualizaseră pur și simplu lucrarea lui Ptolemeu, adăugând efectul de precesie la longitudini) l-au determinat să redetermine pozițiile a 992 de stele fixe, la care a adăugat 27 de stele din Catalogul Cartea Stelelor Fixe al lui Abd al-Rahman al-Sufi din anul 964, care erau prea departe, înspre sud pentru a fi observate din Samarkand. Acest catalog, unul dintre cele mai originale din Evul Mediu, a fost editat pentru prima dată de Thomas Hyde⁠(d) la Oxford în 1665 sub titlul Jadāvil-i Mavāzi' S̱avābit, sive, Tabulae Long. ac Lat. Stellarum Fixarum ex Observatione Ulugh Beighi și retipărit în 1767 de Gregory Sharpe. Edițiile mai recente sunt cele ale lui Francis Baily în 1843 în Vol. XIII din Memoriile Societății Regale Astronomice și de Edward Ball Knobel⁠(d) în Catalogul stelelor al lui Ulugh Beg, revizuit din toate manuscrisele persane existente în Marea Britanie, cu un vocabular de cuvinte persane și arabe (1917).
În 1437, Ulug Beg a determinat lungimea anului sideral ca 365,2570370... d = 365 d 6 h 10 m 8 s (o eroare de +58 secunde). În măsurătorile sale de-a lungul multor ani, a folosit un Gnomon⁠(d) înalt de 50 de metri. Această valoare a fost îmbunătățită cu 28 secunde în 1525 de către Nicolaus Copernic, care a făcut apel la estimarea lui Thabit ibn Qurra (826–901), care avea o eroare de +2 secunde. Cu toate acestea, Ulug Beg a măsurat mai târziu o altă valoare mai precisă a anului tropic ca 365 d 5 h 49 m 15 s, care are o eroare de +25 secunde, făcând-o mai precisă decât estimarea lui Copernic care avea o eroare de +30 secunde. Ulug Beg a determinat, de asemenea, înclinarea axială a Pământului ca 23°30'17" în sistemul sexagesimal de grade, minute și secunde de arc, care în notație zecimală se transformă la 23,5047°.

### Matematică
În matematică, Ulug Beg a scris tabele trigonometrice precise de valori sinusoidale și tangente corecte cu cel puțin opt zecimale.

## Relații externe

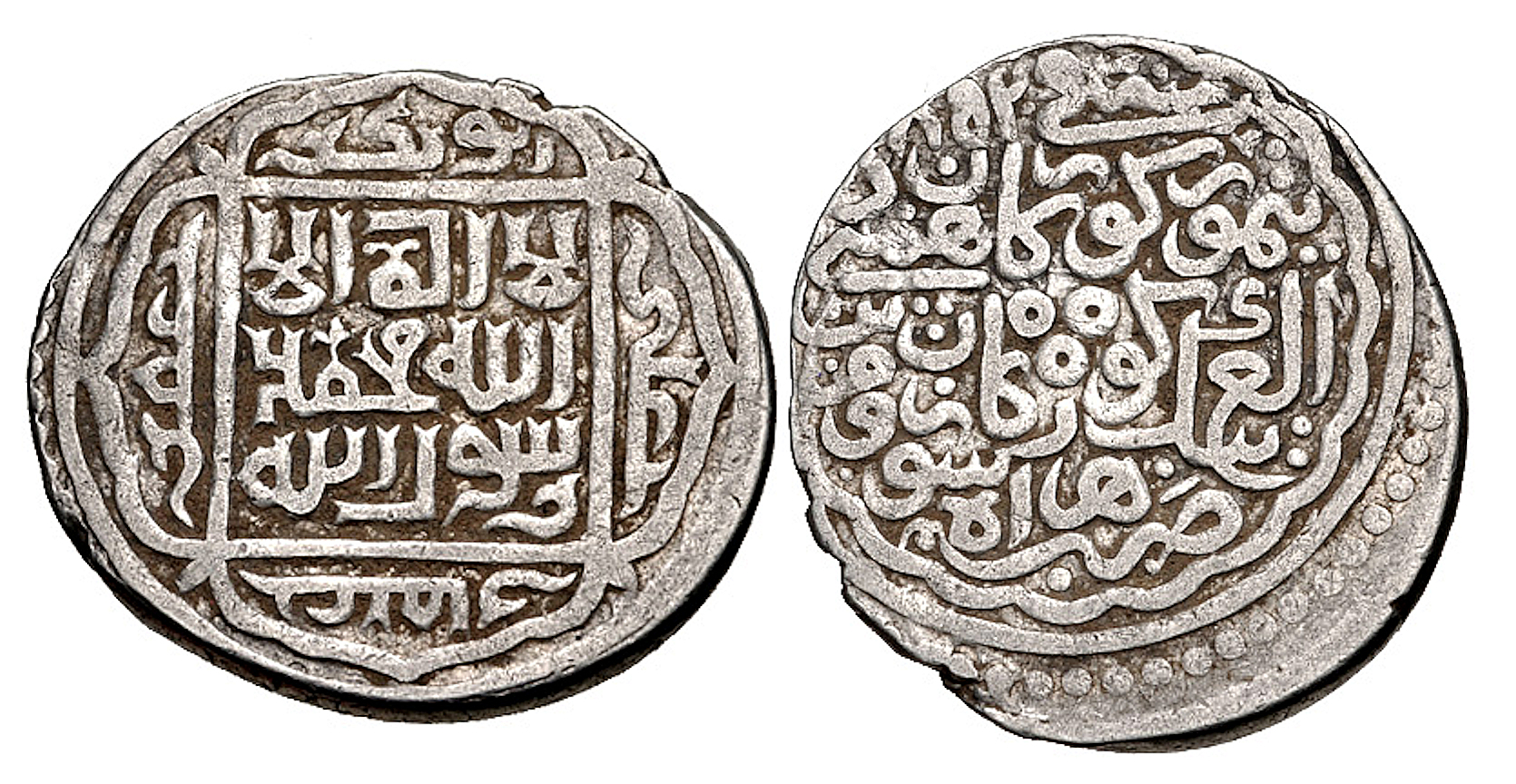
Moneda lui Ulug Beg, datată AH 852 (1448-1449), monetăria din Herat.

Îndată ce Ulug Beg a devenit guvernator al Samarkandului, el a promovat relațiile diplomatice cu împăratul Yongle din dinastia Ming. În 1416, trimișii dinastiei Ming Chen Cheng și Lu An i-au prezentat lui Ulug Beg articole din mătase și argint din partea împăratului Yongle. În 1419, Imperiul Timurid și-a trimis propriii emisari, Sultan-Șah și Muhammad Bakhshi, la curtea imperială Ming. Emisarii lui Ulug Beg au dat peste Ghiyāth al-dīn Naqqāsh⁠(d) și alți trimiși reprezentând pe Șah Rukh, pe Prințul Baysunghur⁠(d) și alte autorități timuride în Beijing; cu toate acestea, au stat la gazde diferite. Ghiyāth al-dīn Naqqāsh chiar l-a văzut pe împăratul Yongle călare pe un cal negru care fusese dăruit de Ulug Beg.
În 1439, împăratul Zhengtong a ordonat unui artist să creeze un tablou cu un cal negru cu picioare albe și o frunte albă, care fusese trimis de Ulug Beg. Șase ani mai târziu, acest împărat Ming a trimis o scrisoare lui Ulug Beg pentru a-și exprima recunoștința pentru tot „tributul” de la Samarqand. Împăratul a trimis lui Ulug Beg „vase din aur și jad, o suliță cu cap de dragon, un cal fin cu șa și articole pestrițe de mătase brodate cu aur”, precum și articole de mătase și haine pentru familia prințului timurid.

## Războiul de succesiune și decesul

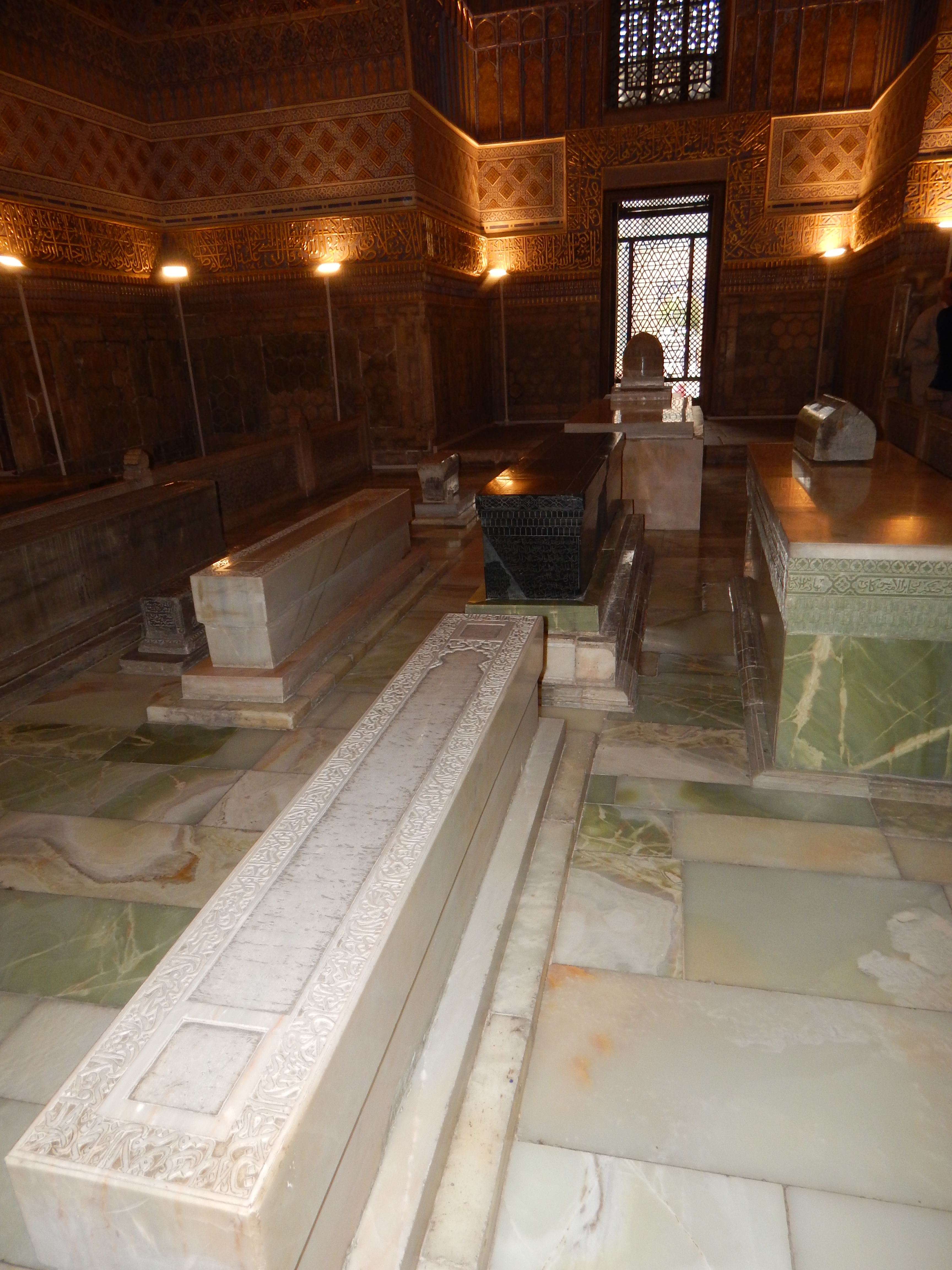
Piatra funerară a lui Ulug Beg la picioarele lui Timur de la mausoleul

În 1447, când a aflat despre moartea tatălui său, Șah Rukh, Ulug Beg a plecat la Balch. Aici, a auzit că Ala al-Dawla⁠(d), fiul răposatului său frate Baysunghur⁠(d), a revendicat domnia Imperiului Timurid în Herat. Prin urmare, Ulug Beg a mărșăluit împotriva lui Ala al-Dawla și s-a luptat cu acesta la Murghab⁠(d). Și-a învins nepotul și a înaintat spre Herat, masacrându-i oamenii în 1448. Cu toate acestea, Abul-Qasim Babur Mirza⁠(d), fratele lui Ala al-Dawla, i-a venit în ajutor acestuia din urmă și l-a învins pe Ulug Beg.
Ulug Beg s-a retras la Balch unde a descoperit că guvernatorul acestei provincii, fiul său cel mai mare Abdal-Latif Mirza⁠(d), s-a răzvrătit împotriva lui. A urmat un alt război civil. Abdal-Latif a recrutat trupe pentru a întâlni armata tatălui său pe malurile râului Amudaria. Cu toate acestea, Ulug Beg a fost forțat să se retragă în Samarkand înainte de a avea loc vreo luptă, după ce a auzit vești despre tulburările din oraș. Abdal-Latif a ajuns curând la Samarkand și Ulug Beg s-a predat involuntar fiului său. Abd-al-Latif și-a eliberat tatăl din arest, permițându-i să facă pelerinaj la Mecca. Cu toate acestea, s-a asigurat ca Ulug Beg să nu ajungă niciodată la destinație, ucigându-l pe el, precum și pe fratele său Abdal-Aziz în 1449.
În cele din urmă, reputația lui Ulug Beg a fost reabilitată de nepotul său, Abdullah Mirza⁠(d) (1450–1451), care i-a așezat rămășițele la picioarele lui Timur în Gur-e-Amir⁠(d) din Samarkand, unde au fost găsite de arheologi sovietici în 1941.

## Căsătorii
Ulug Beg a avut treisprezece soții:
- Aka Begi Begum, fiica lui Muhammad Sultan Mirza⁠(d) bin Jahangir Mirza și Khan Sultan Khanika, mama lui Habiba Sultan cunoscut sub numele de Khanzada Begum și a unui alt Khanzada Begum;
- sultanul Badi al-mulk Begum, fiica lui Khalil Sultan bin Miran Șah și Șad Malik Agha;
- Aqi Sultan Khanika, fiica sultanului Mahmud Khan Ogeday;
- Husn Nigar Khanika, fiica lui Shams-i-Jahan Khan Ciaghatay ;
- Shukr Bīka Khanika, fiica lui Darwīsh Khan al Hoardei de Aur;
- Rukaiya Sultan Agha, o doamnă Arlat și mama lui Abdal-Latif Mirza⁠(d), Ak Bash Begum și Sultan Bakht Begum;
- Mihr Sultan Agha, fiica lui Tukal bin Sarbuka;
- Sa'adat Bakht Agha, fiica lui Bayan Kukaltash, mama lui Qutlugh Turkhan Agha;
- Daulat Sultan Agha, fiica lui Khawand Sa'id;
- Bakhti Bi Agha, fiica lui Aka Sufi Uzbek;
- Daulat Bakht Agha, fiica șeicului Muhammad Barlas;
- Sultanim Agha, mama lui Abdul Hamid Mirza și Abdul Jabrar Mirza;
- Sultan Malik Agha, fiica lui Nasir-al-Din, mama lui Ubaydullah Mirza, Abdullah Mirza și a unui alt Abdullah Mirza.

## Moștenire

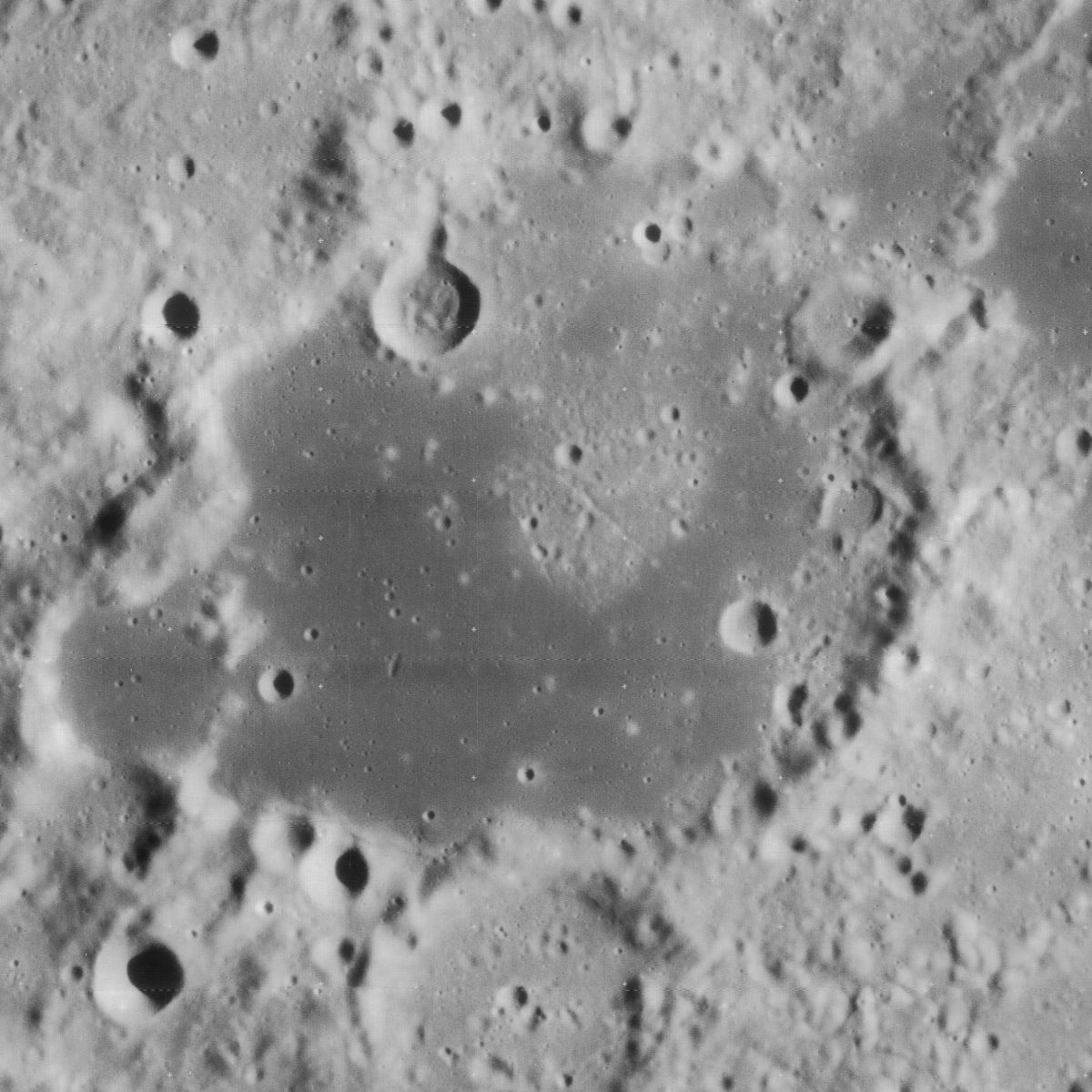
Craterul Ulugh Beigh de pe Lună, numit după Ulug Beg.

- Craterul Ulugh Beigh de pe Lună, numit după Ulug Beg.[32]Craterul, Ulugh Beigh, de pe Lună, a fost numit după el de astronomul german Johann Heinrich von Mädler⁠(d) pe harta sa din 1830 a Lunii.
- 2439 Ulugbek, un asteroid din centura principală care a fost descoperit la 21 august 1977 de Nikolai Cernîh la Naucinîj, a fost numit după el.
- Dinozaurul Ulughbegsaurus⁠(d) a fost numit după el în 2021.

## Exhumare
Antropologul sovietic Mihail M. Gerasimov a reconstituit chipul lui Ulug Beg. La fel ca și bunicul său Timur Lenk, Ulug Beg este aproape de tipul mongoloid cu trăsături ușor europoide. Tatăl său, Șah Rukh, avea trăsături predominant caucazoide, fără trăsături mongoloide evidente.

## Notițe de completare
1. ↑  Ulugh (sau Үлэг în chirilică) a însemnat cel mai probabil "cel mai în vârstă" în limba mongolă